# Miloš Vulić
Miloš Vulić (Kirin Serbia: Милош Вулић; sinh 19 tháng 8 năm 1996) là một tiền vệ bóng đá Serbia thi đấu cho Crotone.

## Danh hiệu
Napredak Kruševac
- Hạng nhất Serbia (2): 2013, 2016